# 德舍爾冰原島峰
72°23′S 160°59′E / 72.383°S 160.983°E
德舍爾冰原島峰（英語：Doescher Nunatak），是南極洲的冰原島峰，位於維多利亞地的彭內爾海岸，處於魏豪普特山以北24公里，屬於奧特巴克冰原島峰的一部分，美國地質調查局根據測量和該國海軍的空中照片繪入地圖，現時由南極條約體系管理。